# Lohe (Hagen im Bremischen)
Lohe (niederdeutsch Loh) ist ein Ortsteil der Ortschaft Bramstedt in der Einheitsgemeinde Hagen im Bremischen im niedersächsischen Landkreis Cuxhaven.

## Geografie

### Lage
Lohe liegt zwischen den Städten Bremerhaven und Bremen. Der Ortsteil befindet sich im nordöstlichen Teil der Einheitsgemeinde Hagen im Bremischen.

### Nachbarorte
|                                 | Bokel (Einheitsgemeinde Beverstedt)         |                               |
| Bramstedt                       | Kompassrose, die auf Nachbargemeinden zeigt |                               |
| Bramstedt – Ortsteil Harrendorf |                                             | Axstedt (Landkreis Osterholz) |

(Quelle:)

## Geschichte

### Eingemeindungen
Die Samtgemeinde Hagen entstand zum 1. Januar 1970 und umfasste mit Lohe zunächst 16 Gemeinden. Nach § 7 des Gesetzes zur Neugliederung der Gemeinden im Raum Bremervörde vom 13. Juni 1973 (Nds. GVBl. S. 183) wurde die zuvor eigenständige Gemeinde Lohe im Zuge der Gebietsreform in Niedersachsen, die am 1. März 1974 stattfand, in die Gemeinde Bramstedt eingegliedert.
Im Juni 2013 wurde beschlossen, die Samtgemeinde Hagen zum 1. Januar 2014 aufzulösen und aus ihrem Gebiet die Einheitsgemeinde Hagen im Bremischen mit seinen 16 Ortschaften zu bilden.

### Einwohnerentwicklung
| Jahr      | 1910  | 1925  | 1933  | 1939  | 1950  | 1956  | 1973  |
| --------- | ----- | ----- | ----- | ----- | ----- | ----- | ----- |
| Einwohner | 99    | 134   | 132   | 155   | 250   | 255   | 211   |
| Quelle    | [ 5 ] | [ 6 ] | [ 6 ] | [ 6 ] | [ 7 ] | [ 7 ] | [ 1 ] |

|  |

## Politik

### Ortsrat und Ortsbürgermeister
Auf kommunaler Ebene wird Lohe vom Ortsrat aus Bramstedt vertreten.

### Wappen
Der Entwurf des Kommunalwappens von Lohe stammt von dem Heraldiker und Wappenmaler Albert de Badrihaye, der zahlreiche Wappen im Landkreis Cuxhaven erschaffen hat.
| Wappen von Lohe | Blasonierung: „In Silber ein querliegender, abgehauener grüner Ast, aus dem nach oben ein grüner Erlenzweig mit drei (1 : 2) grünen Fruchtzapfen und vier (2 : 2) grünen Blättern emporwächst.“ |
| Wappen von Lohe | Wappenbegründung: Der Erlenzweig weist auf die Deutung des Ortsnamens als mit Erlen bewachsene Sumpfwiese hin.                                                                                  |

## Kultur und Sehenswürdigkeiten

### Baudenkmale
- Wohn- und Wirtschaftsgebäude Dorfring 16 von 1903

### Vereine
- Freiwillige Feuerwehr Lohe